# Discografia de VIXX
A discografia da boy group sul-coreana VIXX consiste em três álbuns de estúdio, três extended plays, dez álbuns de single e vinte singles.

## Álbuns

### Álbuns de estúdio
| Título                                                                                   | Detalhes do álbum                                                                                                   | Melhores posições nas paradas | Melhores posições nas paradas | Melhores posições nas paradas | Melhores posições nas paradas | Vendas          |
| Título                                                                                   | Detalhes do álbum                                                                                                   | KOR                           | JPN                           | CHN                           | US World                      | Vendas          |
| Coreano                                                                                  | Coreano | Coreano                       | Coreano                       | Coreano                       | Coreano                       | Coreano         |
| ---------------------------------------------------------------------------------------- | --- | ----------------------------- | ----------------------------- | ----------------------------- | ----------------------------- | --------------- |
| Voodoo-doll                                                                              | - Lançamento: 25 de novembro de 2013 - Gravadora: Jellyfish Entertainment e CJ E&M - Formato: CD, Download digital  | 1                             | —                             | 4                             | —                             | - KOR: 102,406  |
| Chained Up                                                                               | - Lançamento: 10 de novembro de 2015 - Gravadora: Jellyfish Entertainment e CJ E&M - Formato: CD e Download Digital | 1                             | —                             | 1                             | 3                             | - KOR: 119,698+ |
| Eau de VIXX                                                                              | - Lançamento: 17 de Abril de 2018 - Gravadora: Jellyfish Entertainment e CJ E&M - Formato: CD e Download Digital    | TBA                           | TBA                           | TBA                           | TBA                           | TBA             |
| Japonês                                                                                  | |                               |                               |                               |                               |                 |
| Depend On Me                                                                             | - Lançamento: 27 de janeiro de 2016 - Gravadora: Jellyfish Entertainment e CJ E&M - Formato: CD e Download Digital  | —                             | 4                             | —                             | —                             | - JPN: 17,490+  |
| "—" indica lançamentos que não figuraram nas paradas ou não foram lançados nessa região. | |                               |                               |                               |                               |                 |

### Extended plays
| Título                                                                                   | Detalhes do álbum | Melhores posições nas paradas | Melhores posições nas paradas | Melhores posições nas paradas | Melhores posições nas paradas | Melhores posições nas paradas | Vendas                       |
| Título                                                                                   | Detalhes do álbum | KOR                           | JPN                           | TW                            | US Heat                       | US World                      | Vendas                       |
| Coreano                                                                                  | Coreano | Coreano                       | Coreano                       | Coreano                       | Coreano                       | Coreano                       | Coreano                      |
| ---------------------------------------------------------------------------------------- | --- | ----------------------------- | ----------------------------- | ----------------------------- | ----------------------------- | ----------------------------- | ---------------------------- |
| Hyde/Jekyll                                                                              | - Lançamento: 20 de maio de 2013 - Gravadora: Jellyfish Entertainment e CJ E&M - Formato: CD e Download Digital                  | 3                             |                               | 8                             | —                             | 7                             | - KOR: 181,499+              |
| Hyde/Jekyll                                                                              | - Relançamento: 31 de julho de 2013 - Gravadora: Jellyfish Entertainment e CJ E&M - Formato: CD e Download Digital               | 3                             |                               | 5                             | —                             | —                             | - KOR: 181,499+              |
| Error                                                                                    | - Relançamento: 14 de Outubro de 2014 - Gravadora: Jellyfish Entertainment e CJ E&M - Formato: CD e Download Digital             | 1                             |                               | 1                             | 42                            | 3                             | - KOR: 93,239+               |
| Kratos                                                                                   | - Lançamento: 31 de Outubro de 2016 - Gravadora: Jellyfish Entertainment e CJ E&M - Formato: CD e Download Digital               | 2                             | 48                            | 5                             | —                             | 5                             | - KOR: 97,176+ - JPN: 1,785+ |
| Shangri-La                                                                               | - Lançamento: 15 de Maio de 2017 - Gravadora: Jellyfish Entertainment e CJ E&M - Formato: CD e Download Digital                  | 2                             | 37                            | 3                             | 13                            | 4                             | - KOR: 88,900+               |
| Japonês                                                                                  | |                               |                               |                               |                               |                               |                              |
| Lalala ~ Thank you for your love ~(ラララ ～愛をありがとう～)                            | - Lançamento: 27 de Setembro de 2017 - Gravadora: Jellyfish Entertainment, Victor Entertainment - Formato: CD e Download Digital |                               | 3                             |                               |                               |                               | - JPN: 29,900+               |
| "—" indica lançamentos que não figuraram nas paradas ou não foram lançados nessa região. | |                               |                               |                               |                               |                               |                              |

### Álbuns de single
| Título                                                                                   | Detalhes do álbum | Melhores posições nas paradas | Melhores posições nas paradas | Melhores posições nas paradas | Vendas          |
| Título                                                                                   | Detalhes do álbum | KOR                           | JPN                           | CHN                           | Vendas          |
| Coreano                                                                                  | Coreano | Coreano                       | Coreano                       | Coreano                       | Coreano         |
| ---------------------------------------------------------------------------------------- | --- | ----------------------------- | ----------------------------- | ----------------------------- | --------------- |
| Super Hero                                                                               | - Lançamento: 24 de maio de 2012 - Gravadora: Jellyfish Entertainment e CJ E&M - Formato: CD e Download Digital            | 18                            | —                             | —                             | - KOR: 20,957+  |
| Rock Ur Body                                                                             | - Lançamento: 14 de agosto de 2012 - Gravadora: Jellyfish Entertainment e CJ E&M - Formato: CD e Download Digital          | 8                             | —                             | —                             | - KOR: 26,023+  |
| On and On                                                                                | - Lançamento: 17 de janeiro de 2013 - Gravadora: Jellyfish Entertainment e CJ E&M - Formato: CD e Download Digital         | 4                             | —                             | —                             | - KOR: 46,525+  |
| Eternity                                                                                 | - Lançamento: 27 de maio de 2014 - Gravadora: Jellyfish Entertainment e CJ E&M - Formato: CD e Download Digital            | 1                             | —                             | 3                             | - KOR: 86,526+  |
| Boys' Record                                                                             | - Lançamento: 24 de Fevereiro de 2015 - Gravadora: Jellyfish Entertaiment e CJ E&M - Formato: CD e Download Digital        | 1                             | —                             | 1                             | - KOR: 99,524+  |
| Zelos                                                                                    | - Lançamento: 19 de abril de 2016 - Gravadora: Jellyfish Entertainment e CJ E&M - Formato: CD e Download Digital           | 1                             | —                             | 1                             | - KOR: 110,334+ |
| Hades                                                                                    | - Lançamento: 12 de agosto de 2016 - Gravadora: Jellyfish Entertainment e CJ E&M - Formato: CD e Download Digital          | 1                             | —                             | 2                             | - KOR: 97,222+  |
| Japonês                                                                                  | |                               |                               |                               |                 |
| Error                                                                                    | - Lançamento: 10 de dezembro de 2014 - Gravadora: Jellyfish Entertainment e CJ Victor Entertainment - Formato: CD e CD+DVD | —                             | 6                             | —                             | - JPN: 19,381+  |
| Can't Say                                                                                | - Lançamento: 9 de setembro de 2015 - Gravadora: Jellyfish Entertainment e CJ Victor Entertainment - Formato: CD e CD+DVD  | —                             | 4                             | —                             | - JPN: 31,289+  |
| Hana-Kaze                                                                                | - Lançamento: 29 de junho de 2016 - Gravadora: Jellyfish Entertainment e CJ Victor Entertainment - Formato: CD e CD+DVD    | —                             | 3                             | —                             | - JPN: 32,411+  |
| "—" indica lançamentos que não figuraram nas paradas ou não foram lançados nessa região. | |                               |                               |                               |                 |

### Álbuns de compilação
| Título                                                                                   | Detalhes do álbum | Melhores posições nas paradas | Melhores posições nas paradas | Melhores posições nas paradas | Vendas                    |
| Título                                                                                   | Detalhes do álbum | KOR                           | TW                            | JPN                           | Vendas                    |
| Japonês                                                                                  | Japonês | Japonês                       | Japonês                       | Japonês                       | Japonês                   |
| ---------------------------------------------------------------------------------------- | --- | ----------------------------- | ----------------------------- | ----------------------------- | ------------------------- |
| Darkest Angels                                                                           | - Lançamento: 2 de julho de 2014 - Gravadora: Jellyfish Entertainment e CJ Victor Entertainment - Formato: CD+DVD e Download Digital |                               |                               | 10                            | - KOR: 12,332+            |
| Coreano                                                                                  | |                               |                               |                               |                           |
| VIXX 2016 Conception Ker                                                                 | - Lançamento: 21 de Novembro de 2016 - Gravadora: Jellyfish Entertainment e CJ E&M - Formato: CD+DVD e Download Digital              | 2                             | 77                            | 9                             | - KOR: 18,082+ - JPN: 951 |
| "—" indica lançamentos que não figuraram nas paradas ou não foram lançados nessa região. | |                               |                               |                               |                           |

## Singles
| Título                                                                                   | Ano     | Melhores posições nas paradas | Melhores posições nas paradas | Melhores posições nas paradas | Melhores posições nas paradas | Melhores posições nas paradas | Vendas               | Álbum                            |
| Título                                                                                   | Ano     | KOR                           | JPN Oricon                    | JPN Hot 100                   | CHN Billboard V Chart         | US World                      | Vendas               | Álbum                            |
| Coreano                                                                                  | Coreano | Coreano                       | Coreano                       | Coreano                       | Coreano                       | Coreano                       | Coreano              | Coreano                          |
| ---------------------------------------------------------------------------------------- | ------- | ----------------------------- | ----------------------------- | ----------------------------- | ----------------------------- | ----------------------------- | -------------------- | -------------------------------- |
| "Super Hero"                                                                             | 2012    | 112                           | —                             | —                             | —                             | —                             | - KOR (DL): 64,195+  | Super Hero                       |
| "Rock Your Body"                                                                         | 2012    | 118                           | —                             | —                             | —                             | —                             | - KOR (DL): 46,489+  | Rock Ur Body                     |
| "On And On"                                                                              | 2013    | 25                            | —                             | —                             | —                             | —                             | - KOR (DL): 159,157+ | On and On                        |
| "Hyde"                                                                                   | 2013    | 35                            | —                             | —                             | —                             | 6                             | - KOR (DL): 183,354+ | Hyde                             |
| "G.R.8.U"                                                                                | 2013    | 14                            | —                             | —                             | —                             | 10                            | - KOR (DL): 215,760+ | Jekyll                           |
| "Voodoo Doll"                                                                            | 2013    | 7                             | —                             | —                             | —                             | 4                             | - KOR (DL): 170,170+ | Voodoo                           |
| "Eternity"                                                                               | 2014    | 7                             | —                             | —                             | —                             | 3                             | - KOR (DL): 234,119+ | Eternity                         |
| "Error"                                                                                  | 2014    | 5                             | —                             | —                             | —                             | 4                             | - KOR (DL): 187,111+ | Error                            |
| "Love Equation"                                                                          | 2015    | 2                             | —                             | —                             | —                             | 9                             | - KOR (DL): 282,476+ | Boy's Record                     |
| "Chained Up"                                                                             | 2015    | 8                             | —                             | —                             | —                             | 4                             | - KOR (DL): 185,778+ | Chained Up                       |
| "Dynamite"                                                                               | 2016    | 14                            | —                             | —                             | —                             | 4                             | - KOR (DL): 181,945+ | Zelos                            |
| "Fantasy"                                                                                | 2016    | 22                            | —                             | —                             | —                             | 5                             | - KOR (DL): 103,704+ | Hades                            |
| "The Closer"                                                                             | 2016    | 8                             | —                             | —                             | —                             | 14                            | - KOR (DL): 99,281+  | Kratos                           |
| "Milky Way"                                                                              | 2016    | 96                            | —                             | —                             | —                             | —                             | - KOR (DL): 14,771+  | VIXX 2016 Conception Ker         |
| "Shangri-La" (도원경/桃源境)                                                             | 2017    | 13                            | —                             | —                             | —                             | 6                             | - KOR (DL): 120,390+ | Shangri-La                       |
| Japonês                                                                                  |         |                               |                               |                               |                               |                               |                      |                                  |
| "Eternity" (Ver. japonesa)                                                               | 2014    | —                             | 6                             | 16                            | —                             | —                             | - JPN (DL): 19,381+  | Depend On Me                     |
| "Can't Say"                                                                              | 2015    | —                             | 4                             | 9                             | —                             | —                             | - JPN (DL): 31,289+  | Depend On Me                     |
| "Depend On Me"                                                                           | 2016    | —                             | 4                             | —                             | —                             | —                             | - JPN (DL): 17,490+  | Depend On Me                     |
| "Hana-Kaze"                                                                              | 2016    | —                             | 3                             | 3                             | —                             | —                             | - JPN (DL): 26,613+  | Hana-Kaze                        |
| "Lalala ~ Thank you for your love ~"                                                     | 2017    | —                             | 3                             | —                             | —                             | —                             | - JPN (DL): 29,900+  | Lalala~ Thank you for your love~ |
| Chinês                                                                                   |         |                               |                               |                               |                               |                               |                      |                                  |
| "Destiny Love"                                                                           | 2015    | —                             | —                             | —                             | —                             | —                             |                      | Boy's Record                     |
| "Error" (Ver. chinesa)                                                                   | 2015    | —                             | —                             | —                             | —                             | —                             |                      | Lançamento sem álbum             |
| "Chained Up" (Ver. chinesa)                                                              | 2015    | —                             | —                             | —                             | 20                            | —                             |                      | Lançamento sem álbum             |
| "—" indica lançamentos que não figuraram nas paradas ou não foram lançados nessa região. |         |                               |                               |                               |                               |                               |                      |                                  |

## Outras canções cartografadas
| Ano  | Título                     | Melhores posições nas paradas | Álbum        |
| Ano  | Título                     | KOR                           | Álbum        |
| ---- | -------------------------- | ----------------------------- | ------------ |
| 2013 | "Stop Resisting"           | 146                           | Hyde         |
| 2013 | "Jekyll"                   | 175                           | Jekyll       |
| 2013 | "What To Do"               | 124                           | Jekyll       |
| 2013 | "Voodoo (Intro)"           | 134                           | Voodoo       |
| 2013 | "Beautiful Killer"         | 85                            | Voodoo       |
| 2013 | "Someday"                  | 79                            | Voodoo       |
| 2013 | "Only U"                   | 40                            | Voodoo       |
| 2013 | "B.O.D.Y"                  | 93                            | Voodoo       |
| 2013 | "Secret Night"             | 88                            | Voodoo       |
| 2013 | "Say U Say Me"             | 87                            | Voodoo       |
| 2013 | "From Now On, You’re Mine" | 84                            | Voodoo       |
| 2013 | "Thank You for Being Born" | 72                            | Voodoo       |
| 2014 | "Sad Ending"               | 63                            | Eternity     |
| 2014 | "Love, LaLaLa"             | 69                            | Eternity     |
| 2014 | "After Dark"               | 78                            | Error        |
| 2014 | "Youth Hurts"              | 64                            | Error        |
| 2014 | "Time Machine"             | 75                            | Error        |
| 2014 | "What U Waiting For"       | 79                            | Error        |
| 2015 | "On A Cold Night"          | 23                            | Boys' Record |
| 2015 | "Memory"                   | 27                            | Boys' Record |
| 2015 | "Maze"                     | 82                            | Chained Up   |
| 2015 | "Hot Enough"               | 87                            | Chained Up   |
| 2015 | "Stop it Girl"             | 91                            | Chained Up   |
| 2015 | "Out Of Sorts"             | 96                            | Chained Up   |
| 2016 | "Bad Bye"                  | 84                            | Zelos        |
| 2016 | "Six Feet Under"           | 78                            | Zelos        |
| 2016 | "Love Me Do"               | 58                            | Hades        |
| 2016 | "Butterfly Effect"         | 65                            | Hades        |
| 2016 | "Romance Is Over"          | 91                            | Kratos       |
| 2016 | "Desperate"                | 93                            | Kratos       |
| 2017 | "Black Out"                | 89                            | Shangri-La   |

## Trilhas sonoras
| Ano                                                                                      | Título           | Artista(s) | Melhores posições nas paradas | Vendas             | Álbum                       |
| Ano                                                                                      | Título           | Artista(s) | KOR                           | Vendas             | Álbum                       |
| ---------------------------------------------------------------------------------------- | ---------------- | ---------- | ----------------------------- | ------------------ | --------------------------- |
| 2016                                                                                     | "Alive"          | VIXX       | —                             | - KOR (DL):14,064+ | Moorim School OST - Part. 1 |
| 2016                                                                                     | "The King"       | VIXX       | —                             | —                  | Moorim School OST - Part. 2 |
| 2017                                                                                     | "Take Your Hand" | VIXX       | —                             | —                  | Man to Man OST Part. 1      |
| "—" indica lançamentos que não figuraram nas paradas ou não foram lançados nessa região. |                  |            |                               |                    |                             |

## Colaborações
| Ano                                                                                      | Título                                     | Artista(s)                                                                      | Melhores posições nas paradas | Álbum                                          |
| Ano                                                                                      | Título                                     | Artista(s)                                                                      | KOR                           | Álbum                                          |
| ---------------------------------------------------------------------------------------- | ------------------------------------------ | ------------------------------------------------------------------------------- | ----------------------------- | ---------------------------------------------- |
| 2012                                                                                     | "크리스마스니까 (Because It's Christmas)"  | VIXX, Sung Si-kyung, Park Hyo-shin, Lee Seok-hoon, Seo In-guk                   | 1                             | Jelly Christmas 2012 Heart Project             |
| 2013                                                                                     | "Ponytail"                                 | Ken, J'Kyun                                                                     | 91                            | Ponytail                                       |
| 2013                                                                                     | "Girl's Why?"                              | VIXX, OKDAL                                                                     | 57                            | Y.BIRD from Jellyfish Island with VIXX & OKDAL |
| 2013                                                                                     | "겨울고백 (Winter Confession)"             | VIXX, Sung Si-kyung, Park Hyo-shin, Seo In-guk, Little Sister                   | 1                             | Jelly Christmas 2013                           |
| 2014                                                                                     | "나를 돌아봐 (Turn Around and Look at Me)" | VIXX - Tributo para DEUX                                                        | 71                            | DEUX 20th Anniversary Tribute Album Part.7     |
| 2015                                                                                     | "My Light"                                 | VIXX - Colaboração no álbum do VIXX LR                                          | 91                            | Beautiful Love                                 |
| 2015                                                                                     | "Love In The Air" (사랑난로)               | Seo In-guk, Park Jung-ah, Park Yoon-ha                                          | 14                            | Jelly Christmas 2015 – 4랑                     |
| 2016                                                                                     | "Falling"                                  | Seo In-guk, Gugudan, Park Yoon-ha, Park Jung-ah, Kim Gyu-sun, Kim Ye-won, Jiyul | 34                            | Jelly Christmas - 2016                         |
| "—" indica lançamentos que não figuraram nas paradas ou não foram lançados nessa região. |                                            |                                                                                 |                               |                                                |